# Manja Göring
Manja Göring, verheiratet Manja Greese, (* 30. August 1955 in Potsdam-Babelsberg) ist eine deutsche Schauspielerin.

## Leben
Manja Göring ist die Tochter der Schauspielerin Helga Göring. Sie wirkte in den 1970er und 1980er Jahren bei der DEFA und beim Fernsehen der DDR in mehreren Film- und Fernsehproduktionen mit; der Schwerpunkt ihrer Arbeit war das Fernsehen.
In dem DEFA-Märchenfilm Die Gänsehirtin am Brunnen (1979) spielte sie eine der Prinzessinnen.
Manja Göring war in Nebenrollen in mehreren Filmen der DDR-Filmreihe Polizeiruf 110 zu sehen, so unter anderem in den Filmen Zwischen den Gleisen (1975), Die letzte Fahrt (1979), in dem sie an der Seite von Jürgen Heinrich spielte, und Ihr faßt mich nie! (1988). Außerdem wirkte sie in der DDR-Filmreihe Der Staatsanwalt hat das Wort in zwei Folgen mit.
In mehreren Produktionen, wie dem Fernsehfilm Die Rache des Kapitän Mitchell (1979) und dem Kinderfilm Weiße Wolke Carolin (1985), spielte sie zusammen mit ihrer Mutter. 1999 wirkte sie in dem Kinofilm Downhill City von Hannu Salonen mit.
Manja Göring war von 1987 bis zu seinem Tod 2001 mit dem Schauspieler Wolfgang Greese verheiratet, den sie bei den Dreharbeiten zum Film Die Heiratsannonce (1985) näher kennengelernt hatte. Sie trat seitdem unter dem Namen Manja Greese als Schauspielerin auf.
Manja Göring lebt (Stand: November 2010) in Sofia.

## Filmografie (Auswahl)
- 1973: Mein Bruder spielt Klarinette (Fernsehfilm)
- 1974: So eine Frau…! (Fernsehfilm)
- 1974: Polizeiruf 110: Das Inserat (Fernsehreihe)
- 1975: Polizeiruf 110: Zwischen den Gleisen (Fernsehreihe)
- 1976: Frauen sind Männersache (Fernsehfilm)
- 1979: Die Rache des Kapitäns Mitchell (Fernsehfilm)
- 1979: Die Gänsehirtin am Brunnen (Fernsehfilm)
- 1979: Polizeiruf 110: Die letzte Fahrt (TV-Reihe)
- 1979: Der Staatsanwalt hat das Wort: Doppelte Buchführung (Fernsehreihe)
- 1980: Schauspielereien: Harmonien und Dissonanzen (Fernsehreihe)
- 1981: Der Staatsanwalt hat das Wort: Nachtpartie (Fernsehreihe)
- 1982: Polizeiruf 110: Der Unfall (TV-Reihe)
- 1984: Ferienheim Bergkristall: Mach mal’n bißchen Dampf (Fernsehreihe)
- 1985: Die Leute von Züderow (TV-Reihe)
- 1985: Die Heiratsannonce (Fernsehfilm)
- 1985: Weiße Wolke Carolin (Kinderfilm)
- 1986: Die Weihnachtsklempner (Fernsehfilm)
- 1987: Polizeiruf 110: Abschiedslied für Linda (Fernsehreihe)
- 1988: Polizeiruf 110: Ihr faßt mich nie! (Fernsehreihe)
- 1988: Barfuß ins Bett (Fernsehserie, drei Folgen)
- 1990: Der Streit um des Esels Schatten (Kinderfilm)
- 1999: Downhill City